# Cholínský most

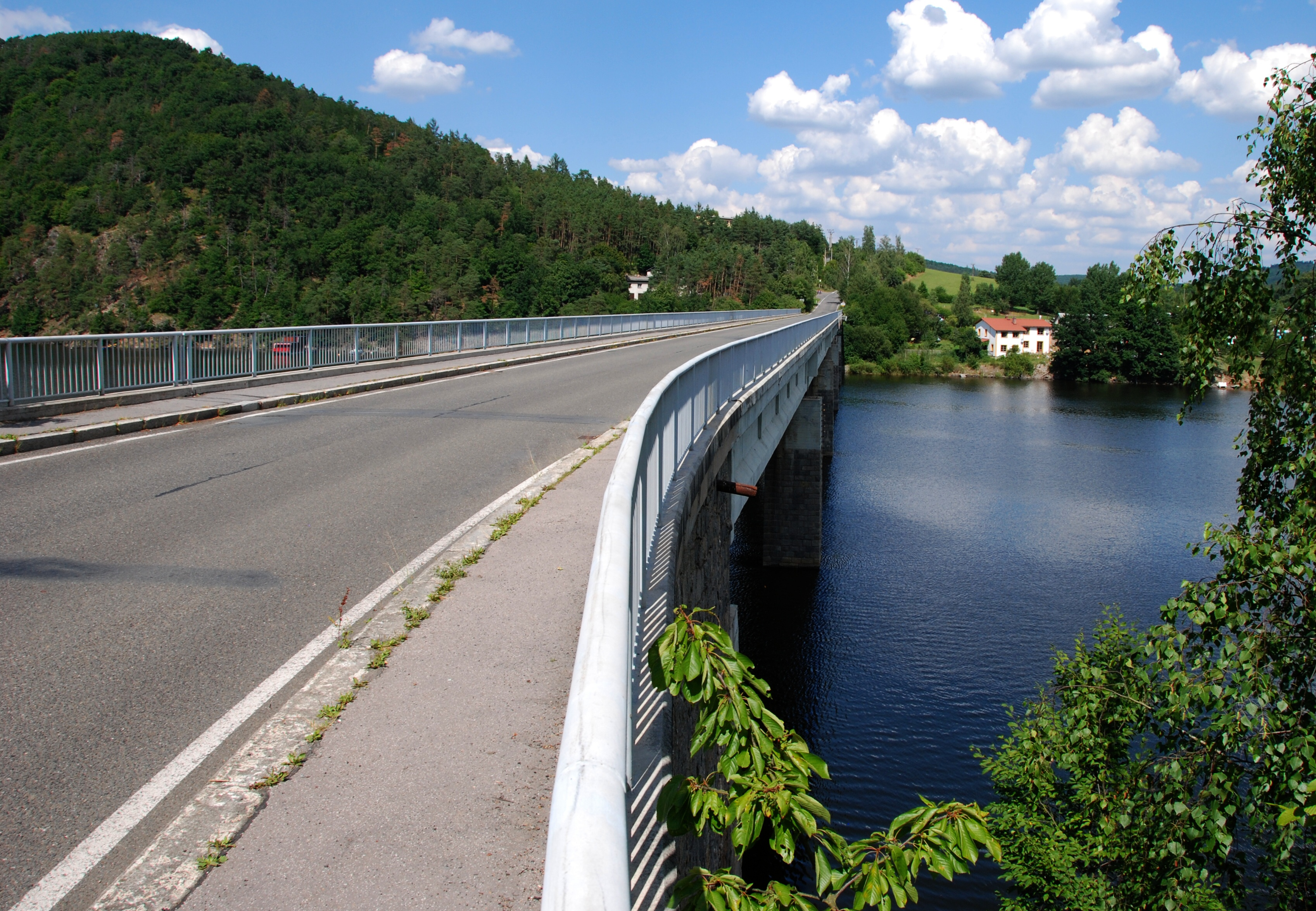
Cholínský most z jižní strany

Cholínský most je silniční betonový most přes řeku Vltavu nedaleko Cholína, součásti obce Borotice, na silnici II/119 ze Sedlčan do Dobříše. Byl postaven v letech 1952–1955, při otevření nesl jméno Fučíkův most. Most byl vybudován na místě původního přívozu u mlýna Bukenice a leží mezi katastrálními územími Cholín a Křepenice. Most má evidenční číslo 119-004. Cholínský most přetíná Vltavu na jejím 115. kilometru.
Most je postaven z prefabrikovaných předpjatých betonových nosníků, jeho celková délka činí 250 metrů a skládá se z 5 polí, každé má rozpětí 50 metrů. Každé pole je tvořeno pěticí nosníků tvaru T, nosníky jsou 2500 mm vysoké, nad podporou mají výšku 2550 mm, šířka horní příruby je 1840 mm, celková hmotnost jednoho nosníku činí 205 tun – jednalo se do té doby nejtěžší vyrobené prefabrikované betonové nosníky v Československu. Čtyři pilíře mostu byly obloženy žulovými kvádry. Celková užitná šířka mostu činí 9 metrů. Původní vozovka mostu o šířce 6,5 m byla tvořena žulovými dlažebními kostkami (později byla vozovka na mostě změněna na živičnou), po obou stranách je doplněna chodníky, každý má šířku 1,25 m. Most se nachází 40 m nade dnem původního řečiště, od vodní hladiny Slapské nádrže ho dělí 11 m. Pilíře jsou 36 m vysoké, běžná hloubka vody pod mostem je 27 m.
Nosníky byly betonovány na předpolí mostu, kvůli stísněným podmínkám měla dráha k přepravě nosníků do finální polohy esovitý tvar, jako provizorní konstrukce pro montáž sloužily nosníky systému Bailey. Po montáži prefabrikovaných nosníků následovalo dobetonování mezer mezi přírubami nosníků, příčné sepnutí konstrukce a vybetonování příčníků.